# Équipe de Pologne masculine de handball aux Jeux olympiques d'été de 2016
 (juin 2023).
Si vous disposez d'ouvrages ou d'articles de référence ou si vous connaissez des sites web de qualité traitant du thème abordé ici, merci de compléter l'article en donnant les références utiles à sa vérifiabilité et en les liant à la section « Notes et références ».
Cet article relate le parcours de l'Équipe de Pologne masculine de handball lors des Jeux olympiques de 2016 organisé au Brésil. Il s'agit de la 5e participation de la Pologne aux Jeux olympiques.
Battue en demi-finale par le Danemark puis dans le match pour la 3e place par l'Allemagne, les Polonais terminent au pied du podium.

## Maillots
L'équipe de Pologne porte pendant les Jeux de Rio de Janeiro un maillot confectionné par l'équipementier Kempa.
| Couleurs | Rouge et blanc |
| Marque   | Kempa          |
| Domicile | Extérieur      |

## Matchs de préparation
| Équipe 1 | Résultat | Équipe 2 |
| -------- | -------- | -------- |
| Qatar    | 24-20    | Pologne  |
| Qatar    | 29-26    | Pologne  |

## Effectif
| Sélectionneur            | Sélectionneur        | Talant Dujshebaev        | Talant Dujshebaev | Talant Dujshebaev  |
| N°                       | Nom                  | Date de naissance et âge | Sél. (buts)       | Club               |
| Gardiens de but          |                      |                          |                   |                    |
| 1                        | Sławomir Szmal       | 2 octobre 1978           | 279 (2)           | KS Kielce          |
| 16                       | Piotr Wyszomirski    | 4 novembre 1980          | 104 (0)           | SC Pick Szeged     |
| Ailiers                  |                      |                          |                   |                    |
| 6                        | Przemysław Krajewski | 20 janvier 1987          | 69 (132)          | KS Azoty-Puławy    |
| 11                       | Adam Wiśniewski      | 24 octobre 1980          | 146 (189)         | Wisła Płock        |
| 26                       | Michał Daszek        | 27 juin 1992             | 56 (110)          | Wisła Płock        |
| 5                        | Mateusz Jachlewski   | 27 décembre 1984         | 108 (236)         | KS Kielce          |
| Arrières et Demi-centres |                      |                          |                   |                    |
| 3                        | Krzysztof Lijewski   | 7 juillet 1983           | 173 (409)         | KS Kielce          |
| 8                        | Karol Bielecki       | 23 janvier 1982          | 244 (891)         | KS Kielce          |
| 15                       | Michał Jurecki       | 27 octobre 1984          | 189 (528)         | KS Kielce          |
| 45                       | Michał Szyba         | 18 mars 1988             | 57 (82)           | RK Gorenje Velenje |
| 28                       | Łukasz Gierak        | 22 juin 1988             | 6 (6)             | MKS Pogoń Szczecin |
| Pivot                    |                      |                          |                   |                    |
| 13                       | Bartosz Jurecki      | 31 janvier 1979          | 227 (723)         | Chrobry Głogów     |
| 35                       | Mateusz Kus          | 14 juillet 1987          | 5 (4)             | KS Kielce          |
| 23                       | Kamil Syprzak        | 23 juillet 1991          | 87 (164)          | FC Barcelone       |

## Résultats

### Résultats détaillés
Remarque : toutes les heures sont locales (UTC−3). En Europe (UTC+2), il faut donc ajouter 5 heures.

#### Groupe B

##### Classement
|   | Équipe    | Pts | J | G | N | P | Bp  | Bc  | Diff | Dép |
| - | --------- | --- | - | - | - | - | --- | --- | ---- | --- |
| 1 | Allemagne | 8   | 5 | 4 | 0 | 1 | 153 | 141 | 12   | +3  |
| 2 | Slovénie  | 8   | 5 | 4 | 0 | 1 | 137 | 126 | 11   | -3  |
| 3 | Brésil    | 5   | 5 | 2 | 1 | 2 | 141 | 150 | -9   | -   |
| 4 | Pologne   | 4   | 5 | 2 | 0 | 3 | 139 | 140 | -1   | -   |
| 5 | Égypte    | 3   | 5 | 1 | 1 | 3 | 129 | 143 | -14  | -   |
| 6 | Suède     | 2   | 5 | 1 | 0 | 4 | 132 | 131 | 1    | -   |

|  | Qualifié pour les quarts de finale                                                                                     |
|  | Éliminé |
|  | Pts points ; J joués ; G victoires ; N nuls ; P défaites BP buts marqués ; BC buts encaissés ; Diff différence de buts |

| 7 août 2016 16 h 40 | Pologne  | 32 - 34   | Brésil   | Future Arena, Rio de Janeiro Arbitrage : Nachevski, Nikolov |
| 7 août 2016 16 h 40 | Daszek 8 | (13 - 16) | Toledo 7 | Future Arena, Rio de Janeiro Arbitrage : Nachevski, Nikolov |
| 7 août 2016 16 h 40 | ×4 ×5    | Rapport   | ×3 ×6    | Future Arena, Rio de Janeiro Arbitrage : Nachevski, Nikolov |

| 9 août 2016 11 h 30 | Allemagne                 | 32 - 29   | Pologne     | Future Arena, Rio de Janeiro Arbitrage : Raluy López, Sabroso Ramírez |
| 9 août 2016 11 h 30 | Gensheimer, Wiede, Kühn 5 | (16 - 14) | Bielecki 10 | Future Arena, Rio de Janeiro Arbitrage : Raluy López, Sabroso Ramírez |
| 9 août 2016 11 h 30 | ×4 ×6 ×1                  | Rapport   | ×3 ×5       | Future Arena, Rio de Janeiro Arbitrage : Raluy López, Sabroso Ramírez |

| 11 août 2016 11 h 30 | Pologne  | 33 - 25   | Égypte   | Future Arena, Rio de Janeiro Arbitrage : Santos, Fonseca |
| 11 août 2016 11 h 30 | Daszek 6 | (16 - 10) | Eissa 6  | Future Arena, Rio de Janeiro Arbitrage : Santos, Fonseca |
| 11 août 2016 11 h 30 | ×4 ×7    | Rapport   | ×3 ×6 ×1 | Future Arena, Rio de Janeiro Arbitrage : Santos, Fonseca |

| 13 août 2016 19 h 50 | Suède      | 24 - 25   | Pologne    | Future Arena, Rio de Janeiro Arbitrage : Geipel, Helbig |
| 13 août 2016 19 h 50 | Stenmalm 8 | (13 - 12) | Bielecki 8 | Future Arena, Rio de Janeiro Arbitrage : Geipel, Helbig |
| 13 août 2016 19 h 50 | ×4 ×8      | Rapport   | ×2 ×3      | Future Arena, Rio de Janeiro Arbitrage : Geipel, Helbig |

| 15 août 2016 9 h 30 | Pologne    | 20 - 25   | Slovénie  | Future Arena, Rio de Janeiro Arbitrage : Horáček, Novotný |
| 15 août 2016 9 h 30 | Bielecki 4 | (13 - 13) | Zarabec 7 | Future Arena, Rio de Janeiro Arbitrage : Horáček, Novotný |
| 15 août 2016 9 h 30 | ×2 ×5 ×1   | Rapport   | ×2 ×8     | Future Arena, Rio de Janeiro Arbitrage : Horáček, Novotný |

#### Quart de finale
| 17 août 2016 20 h 30 | Croatie            | 27 - 30   | Pologne     | Future Arena, Rio de Janeiro Affluence : 8 265 Arbitrage : Geipel, Helbig |
| 17 août 2016 20 h 30 | Stepančić, Čupić 7 | (14 - 18) | Bielecki 12 | Future Arena, Rio de Janeiro Affluence : 8 265 Arbitrage : Geipel, Helbig |
| 17 août 2016 20 h 30 | ×4 ×2 ×1           | Rapport   | ×2          | Future Arena, Rio de Janeiro Affluence : 8 265 Arbitrage : Geipel, Helbig |

#### Demi-finale
| 19 août 2016 20 h 30 | Pologne    | 28 - 29   | Danemark  | Future Arena, Rio de Janeiro Affluence : 8 689 Arbitrage : Horáček, Novotný |
| 19 août 2016 20 h 30 | Bielecki 7 | (15 - 16) | Hansen 10 | Future Arena, Rio de Janeiro Affluence : 8 689 Arbitrage : Horáček, Novotný |
| 19 août 2016 20 h 30 | ×4 ×3      | Rapport   | ×3        | Future Arena, Rio de Janeiro Affluence : 8 689 Arbitrage : Horáček, Novotný |

#### Match pour la médaille de bronze
| 21 août 2016 10 h 30 | Pologne               | 25 - 31   | Allemagne   | Future Arena, Rio de Janeiro Affluence : 7 589 Arbitrage : Horáček, Novotný |
| 21 août 2016 10 h 30 | Lijewski, Krajewski 5 | (13 - 17) | Reichmann 7 | Future Arena, Rio de Janeiro Affluence : 7 589 Arbitrage : Horáček, Novotný |
| 21 août 2016 10 h 30 | ×1 ×5                 | Rapport   | ×3 ×5       | Future Arena, Rio de Janeiro Affluence : 7 589 Arbitrage : Horáček, Novotný |